# Tamanhalvön
| Tamanhalvön |
| --- |
| Rysk karta över området från 1870. - Betydelse – halvö i Krasnodar kraj i Ryssland - Omgivning – Azovska sjön (i norr), Kertjsundet (i väster), Svarta havet (i öster) - Storlek – 30 km väst–öst, 12,9 km i nord-syd |

Tamanhalvön (uttal: ta'man-) är en halvö i Krasnodar kraj i sydvästra Ryssland. Den är belägen mellan Azovska sjön i norr och Svarta havet i söder, mittemot Kertjhalvön (på andra sidan Kertjsundet), vilken är en del av Krimhalvön. Den är 30 kilometer lång i öst-västlig riktning och som mest 12,9 kilometer bred i nord-sydlig riktning.

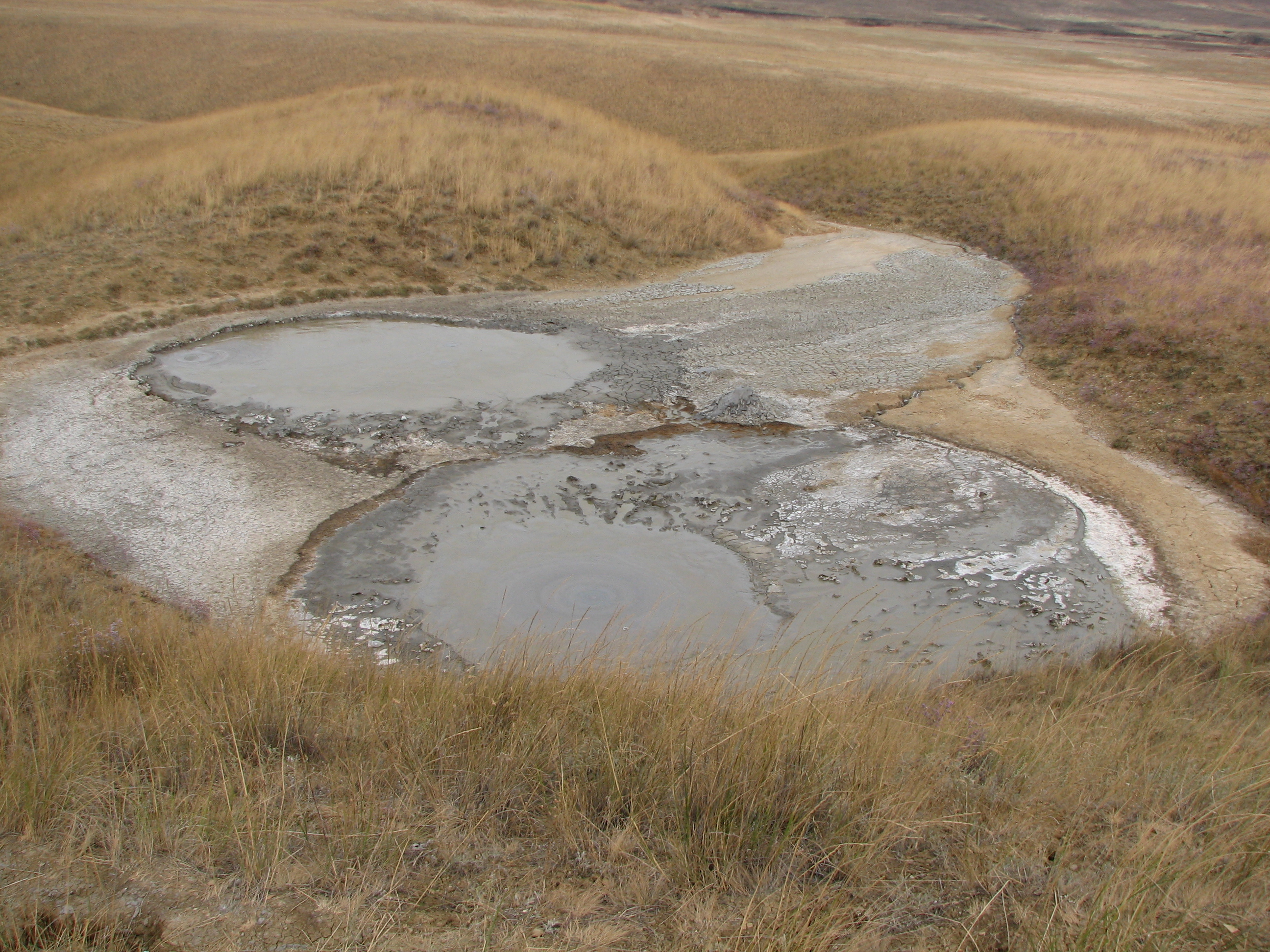
Lervulkan på Tamanhalvön.

På halvön finns mindre lervulkaner samt fyndigheter av naturgas och petroleum.

## Historia
På 600-talet f.Kr. etablerades flera grekiska kolonier på Tamanhalvön.
Den moderna tätorten Taman (numera en mindre hamnstad) utvecklades på 900-talet e.Kr. till ett lokalt feodalt centrum. Detta omvandlades på 1200-talet till en befäst stödjepunkt för Republiken Genua.
1482 övergick orten/halvön till Osmanska riket. 1774 övergick den i rysk ägo.

## Demografi och geografi
Halvön omfattar den västra halvan av Temrjukskij rajon (Temrjukskijdistriktet) inom Krasnodar kraj i sydvästligaste Ryssland. Centralorten i distriktet är Temrjuk öster om själva halvön.
Tamanhalvön omges på tre sidor av vatten. Den sticker ut mellan de stora vattenytorna Azovska sjön i norr och Svarta havet i söder, och endast Kertjsundet skiljer halvön från Krimhalvön i väster. Över sundet finns en bro, som underlättar transporterna mellan Krim och övriga Ryssland.